# Вадорка
Вадорка — исчезнувший посёлок в Гайнском районе Пермского края. Входил в состав Кебратского сельсовета.

## Географическое положение
Располагался неподалёку от пос. Жемчужный, примернов 35 км к северо-западу от районного центра посёлка Гайны и в 25 км от посёлка Кебраты.

## История
Основан высланными на Урал раскулаченными крестьянами. 